# شورت سي إس 7 سكاي فان
براذرز سي إس 7 سكاي فان (بالإنجليزية: Short SC.7 Skyvan)‏ هي طائرة رحلات إقليمية للنقل والمرافق ذات أقلاع وهبوط قصير. بسعة 19 مقعد، مع محركان بدفع توربيني. أنتجت في 1963 بأيرلندا الشمالية. من صناعة شورت براذرز. كان أول طيران لها في 17 يناير 1963. ومازالت في الخدمة حتى الآن. صنع منها 153 طائرة.